# Ghost Master
Ghost Master è un videogioco rompicapo e strategico sviluppato dallo studio britannico Sick Puppies nel 2003 per Microsoft Windows. Il gioco è stato successivamente pubblicato su macOS da Feral Interactive. Una conversione ad opera di Empire Interactive dal titolo Ghost Master: Memorie da Gravenville (Ghost Master: The Gravenville Chronicles) è uscita nel 2004 per PlayStation 2 e Xbox. Il giocatore assume il ruolo di Ghost Master, uno spirito burocratico incaricato di svolgere determinati incarichi, quali infestare edifici, aumentare la fede nel soprannaturale, vendicare i morti e reclutare nuovi fantasmi. Poiché un Ghost Master non può interferire direttamente nel mondo dei mortali, gli viene assegnata una squadra di fantasmi subordinati (spaventatori) per farlo. Quando non è impegnato a infestare, il Ghost Master è responsabile dell'addestramento dei fantasmi sotto il suo comando.
Il gioco è stato presentato per la prima volta durante l'E3 2002.

## Trama
Il gioco è ambientato nella città immaginaria di Gravenville. Il giocatore impersona un Ghost Master, che deve guidare un'orda di fantasmi per terrorizzare i mortali.
I principali nemici del Ghost Master sono due: i Ghostbreakers, parodia dei Ghostbusters, e il dottor Krauss, un uomo che vuole impadronirsi del Darkling, uno spirito, per dominare il mondo mortale. Questo va contro i piani dei fantasmi che vogliono avere il Darkling tra le loro file.

## Modalità di gioco
Il gioco è composto da 15 livelli. Nella maggior parte dei casi, l'obiettivo principale è spaventare tutti i mortali (umani) e farli fuggire dall'area per paura o soccombere alla follia.
Durante un'infestazione il Ghost Master ha a sua disposizione un numero variabile di infestatori, dipendente dalla missione in corso, che per poter usare i loro poteri necessitano di plasma, ottenibile spaventando i mortali o facendoli impazzire. Il plasma accumulato si degrada lentamente nel tempo, è quindi consigliabile spaventare di continuo i mortali per evitare di fallire la missione.
Ogni mortale ha una differente resistenza a terrore (T, barra rossa), follia (F, barra gialla) e credenza (C, barra azzurra). Aumentare la barra del terrore è il modo più semplice e veloce per disfarsi di un mortale, tuttavia, rendendo un mortale folle, si otterrà più plasma; i mortali che hanno perso la sanità mentale non se ne andranno come i mortali terrorizzati, vagheranno invece per la mappa a doppia velocità e comportandosi in modo ambiguo, aumentando leggermente il livello di terrore dei mortali ancora presenti. La barra azzurra aumenta ogni volta che il mortale aumenta la sua credenza nel soprannaturale: più alta è la credenza, più sarà facile terrorizzarlo. I mortali hanno anche paure specifiche, consce e inconsce, che possono essere svelate o anche create grazie ai poteri di determinati infestatori. Le paure possono essere sfruttate per aumentare velocemente la barra del terrore, se vengono utilizzati i giusti poteri. Inoltre alcuni mortali (streghe, medium e preti) possono esiliare i fantasmi, cioè li rendono non disponibili fino alla fine del livello.
I mortali presenti nella mappa possono essere visti a destra dello schermo in una griglia, gli infestatori in un'altra griglia a sinistra. Quando un mortale sta abbandonando lo scenario terrorizzato, una X lampeggiante apparirà su di esso, quando sarà fuggito la X sarà permanente; i mortali non più sani di mente hanno un segno al posto della X. Se tra i mortali è presente un esorcista in grado di esiliare i fantasmi, alcune icone potrebbero apparire anche sulla griglia della squadra: un punto esclamativo arancione indica che il fantasma è stato individuato e che l'esorcista si sta recando verso di lui per eliminarlo dalla squadra. Se non si richiama il fantasma e l'esorcismo è in corso, il punto esclamativo diventerà rosso. Quando l'esorcismo sarà completato, una X come quella presente sui mortali eliminati apparirà sul fantasma esiliato.
Le missioni sono raggruppate in tre atti. Per portare a termine alcune missioni sarà necessario solamente spaventare abbastanza i mortali da farli fuggire, per altre bisognerà condurli in determinati luoghi per un qualche scopo, altre ancora chiederanno di liberare un infestatore che si unirà alla squadra.

## Accoglienza
| Testata                          | Versione | Giudizio |
| -------------------------------- | -------- | -------- |
| Metacritic (media al 08-06-2022) | PC       | 81/100   |
| Metacritic (media al 08-06-2022) | PS2      | 75/100   |
| Metacritic (media al 08-06-2022) | Xbox     | 59/100   |
| CGW                              | PC       | 3.5/5    |
| Edge                             | PC       | 6/10     |
| Eurogamer                        | PC       | 7/10     |
| Eurogamer                        | Xbox     | 7/10     |
| Game Informer                    | PC       | 7.25/10  |
| GamePro                          | PC       | 4/5      |
| GameSpot                         | PC       | 8.8/10   |
| GameSpy                          | PC       | 4/5      |
| GameZone                         | PC       | 9/10     |
| IGN                              | PC       | 7/10     |
| OPM (UK)                         | PS2      | 5/10     |
| OXM (UK)                         | Xbox     | 7.5/10   |
| PC Gamer (USA)                   | PC       | 90%      |
| Multiplayer.it                   | PC       | 7.5/10   |
| SpazioGames.it                   | PC       | 8.7/10   |

Secondo il sito web aggregatore di recensioni Metacritic le versioni PC e PlayStation 2 hanno ricevuto recensioni "generalmente favorevoli", mentre quella per Xbox ne ha avute di "miste".
Secondo Charles Ardai di Computer Gaming World, Ghost Master presenta una buona idea di base che però non è stata sviluppata al meglio, rendendolo più divertente da guardare che da giocare, ma chi amava l'horror poteva trovarlo comunque un buon passatempo. Martin Taylor di Eurogamer affermò che nonostante tutta la sua ambizione e l'evidente sforzo profuso per creare un titolo divertente e in qualche modo originale, non offriva molto tranne la novità iniziale di spaventare a morte le persone. Contestò l'assenza di una modalità multiplayer e lo scarso numero di missioni, 14, le quali non erano molto longeve. La possibilità di andare avanti e indietro per i livelli per reclutare fantasmi aggiuntivi e segnare un punteggio alto per acquistare nuove abilità per le proprie schiere si rivelava una bella novità, ma la noia occasionale del gioco principale si sarebbe fatta presto sentire. In conclusione Taylor sostenne che se in futuro sarebbero stati realizzati molti contenuti aggiuntivi per il gioco, questi avrebbero di certo prolungato la vita di quello che era chiaramente un piccolo titolo promettente. Lisa Mason di Game Informer lo paragonò a un pacchetto di espansione della serie The Sims senza troppi test da parte del team di sviluppo. Aveva sicuramente molto da offrire e molto probabilmente un potenziale sequel lo avrebbe reso un titolo davvero fantastico e divertente che tutti avrebbero dovuto possedere. Nonostante un'iniziale dipendenza sbalorditiva, cominciava a diventare ripetitivo dopo poche ore.
Jango Fatt di GamePro apprezzò le inquietanti ricostruzioni di set di film come Titanic e Amityville Horror che davano prova dell'amore degli sviluppatori di Sick Puppies per il genere. La grafica da brivido era però rovinata dal character design blando dei personaggi e da alcune texture opache. Allo stesso modo, il doppiaggio cupo e il divertente linguaggio dei mortali Sim-lish davano alla luce un comparto sonoro divertente, ma la musica ripetitiva e non creativa avrebbe fatto tremare le proprie "catene". Anche i controlli intuitivi, che consentono un facile spostamento della telecamera, inciampano non offrendo opzioni di tasti di scelta rapida. Il vero difetto del gioco era la mancanza di opzioni di personalizzazione; difatti non è possibile creare nuovi personaggi, non è presente un editor di livelli né tantomeno una modalità multiplayer. Brett Todd di GameSpot si lamentò a sua volta dell'assenza di una modalità multiplayer, anche se a detta del recensore era difficile che Sick Puppies potesse inserire un'opzione del genere in un titolo orientato ai rompicapo come questo. Tale difetto veniva compensato dalle numerose missioni presenti e l'impressionante gameplay che gli avrebbero permesso di restare sul proprio disco rigido per un bel po' di tempo.
Carla Harker di GameSpy trovò come difetto la mancata possibilità di salvare i propri progressi durante la missione e ciò si rivelava problematico durante lo svolgimento di incarichi piuttosto lunghi dato che l'unica opzione possibile era quella di uscire dal gioco e riavviare la missione da capo. A dispetto di ciò risultava un'esperienza divertente in quanto si potevano provare nuove combinazioni di fantasmi per ogni missione e si potevano recuperare quelli non sbloccati in precedenza. Un redattore di GameZone apprezzò la sua semplice intuitività, il suo essere innovativo e il divertimento che offriva. David Adams di IGN trovò che per quanto divertente e morboso, Ghost Master non riusciva a mantenere la sua promessa di gioco soddisfacente e altamente strategico. Nonostante la sua forte personalità e la presentazione impressionante, non era così formidabile come poteva sembrare. Secondo Norman Chan di PC Gamer il gioco prendeva spunto dai classici simulatori di Bullfrog Productions; l'umorismo spensierato e gli elementi creativi della storia venivano svelati ad ogni svolta, spingendo questo simulatore al vertice del suo genere.
Multiplayer.it affermò che nonostante alcuni difetti grafici, Ghost Master riusciva a portare nel campo dei gestionali inaspettate quanto opportune folate di innovazione ed originalità, dando uno scossone alla monotonia e alla complessiva di produzioni più autorevoli. Il gran numero di missioni da portare a compimento e la loro relativa difficoltà sarebbero state in grado di tenere occupati i giocatori per diverse ore, aumentando la longevità di un titolo che, una volta compreso, saprà regalare piacevoli e spiritose serate con amici o familiari, consigliando almeno di noleggiarlo per provarlo. SpazioGames.it lo vide come un gioco originale e "fuori dal coro" definendolo una sorta di "Sims Killer" in quanto le abitazioni e i personaggi erano molto simili a quelli del titolo di EA, ma in questo caso invece di farli vivere bene bisognerà rovinargli la vita e terrorizzarli. Il recensore trovò l'idea di base davvero ben fatta e che gli appassionati dei film dell'orrore avrebbero avuto l'occasione per cimentarsi in infestazioni da brivido, tanto per rivivere le proprie scene preferite. Concluse affermando che in un mercato saturo di giochi uguali e sempre più povero di idee sviluppate in maniera completa, Ghost Master rappresentava un titolo indispensabile.
Un redattore di Everyeye.it analizzò la versione per PC e trovò la sua giocabilità assolutamente eccezionale. Il divertimento che si provava a spaventare la gente era veramente appagante e non annoiava mai. Ghost Master era un titolo esente da difetti e dal punto di vista grafico e sonoro si posizionava su ottimi livelli. La longevità era abbastanza alta, poiché una volta terminato il gioco, si potevano riprendere le vecchie missioni per liberare i fantasmi imprigionati restanti. Terminò la recensione affermando che Ghost Master era assolutamente un gioco da provare. Un altro recensore dello stesso sito invece trattò la versione per PlayStation 2 sostenendo che nonostante fosse uno strategico molto complesso le situazioni diventavano concitate e frenetiche quanto quelle di un gioco d'azione. La curva di difficoltà iniziava ad appiattirsi una volta acquisita una certa padronanza delle meccaniche mentre la longevità era minata da un numero di missioni abbastanza scarso e l'assenza di particolari extra da sbloccare e la realizzazione tecnica approssimativa influivano pesantemente sulla sua valutazione finale. Tenendo conto però della scarsità di strategici su PS2, Ghost Master si poteva considerare un degno rappresentante del genere nonché un acquisto consigliato sia agli amanti del genere che a coloro che provavano per la prima volta a cimentarsi con questo genere di giochi.
GameSpot ha nominato Ghost Master come il miglior gioco per computer dell'agosto 2003. Lo staff di X-Play ha nominato Ghost Master per il premio "Miglior gioco di strategia" del 2003, che alla fine è andato a Rise of Nations.